# Municipio de Anderson (Ohio)
El municipio de Anderson (en inglés: Anderson Township) es un municipio ubicado en el condado de Hamilton en el estado estadounidense de Ohio. En el año 2010 tenía una población de 43446 habitantes y una densidad poblacional de 537,84 personas por km².

## Geografía
El municipio de Anderson se encuentra ubicado en las coordenadas 39°5′18″N 84°21′15″O / 39.08833, -84.35417. Según la Oficina del Censo de los Estados Unidos, el municipio tiene una superficie total de 80.78 km², de la cual 78.65 km² corresponden a tierra firme y (2.64%) 2.13 km² es agua.

## Demografía
Según el censo de 2010, había 43446 personas residiendo en el municipio de Anderson. La densidad de población era de 537,84 hab./km². De los 43446 habitantes, el municipio de Anderson estaba compuesto por el 94.87% blancos, el 1.14% eran afroamericanos, el 0.13% eran amerindios, el 1.97% eran asiáticos, el 0.05% eran isleños del Pacífico, el 0.37% eran de otras razas y el 1.48% pertenecían a dos o más razas. Del total de la población el 1.61% eran hispanos o latinos de cualquier raza.